# Ensamblador
También ver: lenguaje ensamblador
El término ensamblador (del inglés assembler) se refiere a un tipo de programa informático que se encarga de traducir un fichero fuente escrito en un lenguaje ensamblador, a un fichero objeto que contiene código máquina, ejecutable directamente por el microprocesador.

## Funcionamiento
El programa lee el fichero escrito en lenguaje ensamblador y sustituye cada uno de los códigos nemotécnicos que aparecen por su código de operación correspondiente en sistema binario para la plataforma que se eligió como destino en las opciones específicas del ensamblador.

## Tipos de ensambladores
Se puede distinguir entre dos tipos de ensambladores:
- Ensambladores básicos. Son de muy bajo nivel, y su tarea consiste básicamente en ofrecer nombres simbólicos a las distintas instrucciones, parámetros y cosas tales como los modos.

- Ensambladores modulares de 32 bits o de alto nivel. Son ensambladores que aparecieron como respuesta a una nueva arquitectura de procesadores de 32 bits, muchos de ellos teniendo compatibilidad hacia atrás pudiendo trabajar con programas con estructuras de 16 bits. Además de realizar la misma tarea que los anteriores, permitiendo también el uso de macros, permiten utilizar estructuras de programación más complejas propias de los lenguajes de alto nivel.